# Torneo masculino de béisbol en los Juegos Panamericanos de 2007
El béisbol en los Juegos Panamericanos de 2007 estuvo compuesto por un único evento masculino, disputado entre el 14 de julio y el 19 de julio en el Complejo Deportivo Cidade do Rock de Río de Janeiro, Brasil. Cuba ganó su décimo título consecutivo. Estados Unidos envió a su equipo nacional universitario.

## Equipos participantes
- Brasil(BRA)
- Cuba(CUB)
- Estados Unidos(USA)
- México(MEX)
- Nicaragua(NCA)
- Panamá(PAN)
- República Dominicana(DOM)
- Venezuela(VEN)

## Ganadores de medallas
| Evento            | Oro        | Plata                | Bronce                         |
| ----------------- | ---------- | -------------------- | ------------------------------ |
| Béisbol masculino | Cuba (CUB) | Estados Unidos (USA) | México (MEX) · Nicaragua (NCA) |

## Primera ronda
Se dividió en dos grupos con un total de tres jornadas.

### Grupo A
| Pos | Equipo                    | JG | JP | PCT   | CA | CP | Dif |
| --- | ------------------------- | -- | -- | ----- | -- | -- | --- |
| 1   | Estados Unidos (USA)      | 3  | 0  | 1.000 | 21 | 9  | 12  |
| 2   | República Dominicana(DOM) | 1  | 2  | .333  | 15 | 9  | 6   |
| 4   | Nicaragua(NCA)            | 1  | 2  | .333  | 6  | 9  | -3  |
| 3   | Brasil(BRA)               | 1  | 2  | .333  | 7  | 22 | -15 |

|  |                             |
|  | Clasificado a la semifinal. |

- Primera jornada

| Equipo    | 1 | 2 | 3 | 4 | 5 | 6 | 7 | 8 | 9 | C | H | E |
| --------- | - | - | - | - | - | - | - | - | - | - | - | - |
| Nicaragua | 0 | 0 | 0 | 0 | 0 | 0 | 0 | 0 | 0 | 0 | 4 | 1 |
| Brasil    | 1 | 0 | 0 | 0 | 0 | 0 | 0 | 0 | X | 1 | 5 | 1 |

LG: Claudio Yamada (1-0)  LP: Julio Raudez (0-1)  

| Equipo               | 1 | 2 | 3 | 4 | 5 | 6 | 7 | 8 | 9 | C | H | E |
| -------------------- | - | - | - | - | - | - | - | - | - | - | - | - |
| Estados Unidos       | 0 | 0 | 1 | 0 | 2 | 0 | 0 | 2 | 0 | 5 | 9 | 1 |
| República Dominicana | 0 | 0 | 0 | 0 | 0 | 1 | 0 | 0 | 0 | 1 | 4 | 3 |

LG: Tyson Ross (1-0)  LP: Omar Beltre (0-1)  
HRs:  DOM – Wilson (1)
- Segunda jornada

| Equipo               | 1 | 2 | 3 | 4 | 5 | 6 | 7 | 8 | 9 | C  | H  | E |
| -------------------- | - | - | - | - | - | - | - | - | - | -- | -- | - |
| República Dominicana | 0 | 2 | 2 | 0 | 5 | 1 | 1 | 3 | X | 14 | 16 | 0 |
| Brasil               | 1 | 0 | 0 | 0 | 0 | 2 | 0 | 0 | X | 2  | 5  | ' |

LG: Martin Vargas (1-0)  LP: Gilmar Pereira (0-1)  
HRs:  DOM – Alejandro Díaz (1); Julio Ramírez (1)
| Equipo         | 1 | 2 | 3 | 4 | 5 | 6 | 7 | 8 | 9 | C | H  | E |
| -------------- | - | - | - | - | - | - | - | - | - | - | -- | - |
| Estados Unidos | 3 | 1 | 0 | 2 | 1 | 0 | 0 | 1 | 0 | 8 | 14 | 2 |
| Nicaragua      | 2 | 0 | 0 | 1 | 0 | 0 | 0 | 1 | 0 | 4 | 6  | 2 |

LG: Lance Lynn (1-0)  LP: Luz Portobanco (0-1)  

- Tercera jornada

| Equipo               | 1 | 2 | 3 | 4 | 5 | 6 | 7 | 8 | 9 | C | H | E |
| -------------------- | - | - | - | - | - | - | - | - | - | - | - | - |
| República Dominicana | 0 | 0 | 0 | 0 | 0 | 0 | 0 | 0 | 0 | 0 | 4 | 2 |
| Nicaragua            | 2 | 0 | 0 | 0 | 0 | 0 | 0 | 0 | 0 | 2 | 5 | 0 |

LG: Armando Hernandez (1-0)  LP: Carlos Morla (0-1)  

| Equipo         | 1 | 2 | 3 | 4 | 5 | 6 | 7 | 8 | 9 | C | H | E |
| -------------- | - | - | - | - | - | - | - | - | - | - | - | - |
| Brasil         | 1 | 0 | 0 | 0 | 1 | 0 | 0 | 2 | 1 | 5 | 8 | 2 |
| Estados Unidos | 0 | 1 | 0 | 0 | 0 | 1 | 5 | 0 | X | 7 | 8 | 3 |

LG: Joe Kelly (1-0)  LP: Marcelo Arai (0-1)  

### Grupo B
| Pos. | País           | V | D | C+ | C- | Pct. |
| ---- | -------------- | - | - | -- | -- | ---- |
| 1    | Cuba(CUB)      | 2 | 1 | 15 | 8  | 7    |
| 2    | México(MEX)    | 2 | 1 | 13 | 10 | 3    |
| 3    | Panamá(PAN)    | 2 | 1 | 8  | 14 | -6   |
| 4    | Venezuela(VEN) | 0 | 3 | 5  | 11 | -6   |

|  |                             |
|  | Clasificado a la semifinal. |

- Primera jornada

| Equipo | 1 | 2 | 3 | 4 | 5 | 6 | 7 | 8 | 9 | C | H  | E |
| ------ | - | - | - | - | - | - | - | - | - | - | -- | - |
| Cuba   | 1 | 0 | 1 | 0 | 0 | 0 | 1 | 0 | 0 | 3 | 10 | 0 |
| Panamá | 0 | 0 | 0 | 0 | 4 | 0 | 0 | 0 | X | 4 | 10 | 0 |

LG: Miguel Gómez (1-0)  LP: Elier Sánchez (0-1)  

| Equipo    | 1 | 2 | 3 | 4 | 5 | 6 | 7 | 8 | 9 | 10 | C | H  | E |
| --------- | - | - | - | - | - | - | - | - | - | -- | - | -- | - |
| México    | 0 | 0 | 1 | 0 | 0 | 1 | 0 | 0 | 0 | 1  | 3 | 9  | 2 |
| Venezuela | 0 | 1 | 0 | 0 | 0 | 0 | 1 | 0 | 0 | 0  | 1 | 10 | 0 |

LG: Rafael Díaz (1-0)  LP: Argenis Landaeta (0-1)  

El juego estaba programado para el 14 de julio pero debió aplazarse por lluvias.
- Segunda jornada

| Equipo    | 1 | 2 | 3 | 4 | 5 | 6 | 7 | 8 | 9 | C | H | E |
| --------- | - | - | - | - | - | - | - | - | - | - | - | - |
| Panamá    | 2 | 1 | 1 | 0 | 0 | 0 | X | X | X | 4 | 9 | 0 |
| Venezuela | 0 | 0 | 1 | 0 | 0 | 0 | X | X | X | 1 | 5 | 0 |

LG: Rodrigo Tello (1-0)  LP: Ricardo Palma (0-1)  

| Equipo | 1 | 2 | 3 | 4 | 5 | 6 | 7 | 8 | 9 | C | H  | E |
| ------ | - | - | - | - | - | - | - | - | - | - | -- | - |
| Cuba   | 0 | 1 | 1 | 0 | 1 | 0 | 1 | 0 | 5 | 8 | 12 | 0 |
| México | 0 | 0 | 0 | 0 | 1 | 0 | 0 | 0 | 0 | 1 | 5  | 0 |

LG: Adiel Palma (1-0)  LP: Oscar Rivera (0-1)  

- Tercera jornada

| Equipo | 1 | 2 | 3 | 4 | 5 | 6 | 7 | 8 | 9 | C | H  | E |
| ------ | - | - | - | - | - | - | - | - | - | - | -- | - |
| México | 1 | 0 | 3 | 0 | 0 | 1 | 5 | 0 | 0 | 9 | 13 | 0 |
| Panamá | 0 | 0 | 0 | 0 | 0 | 0 | 0 | 0 | 0 | 0 | 3  | 1 |

LG: Jorge Campillo (1-0)  LP: Ronaldo Herrera (0-1)  

| Equipo    | 1 | 2 | 3 | 4 | 5 | 6 | 7 | 8 | 9 | C | H | E |
| --------- | - | - | - | - | - | - | - | - | - | - | - | - |
| Venezuela | 1 | 0 | 0 | 0 | 0 | 1 | 1 | 0 | 0 | 3 | 8 | 4 |
| Cuba      | 1 | 0 | 2 | 0 | 4 | 0 | 1 | 0 | X | 4 | 4 | 0 |

LG: Pedro Lazo (1-0)  LP: Algemiro Guanchez (0-1)  

## Semifinales
| Equipo         | 1 | 2 | 3 | 4 | 5 | 6 | 7 | 8 | 9 | C | H | E |
| -------------- | - | - | - | - | - | - | - | - | - | - | - | - |
| México         | 0 | 0 | 1 | 0 | 0 | 0 | 0 | 0 | 0 | 1 | 5 | 1 |
| Estados Unidos | 0 | 0 | 0 | 0 | 2 | 0 | 0 | 0 | X | 2 | 8 | 0 |

LG: Brian Matusz (1-0)  LP: Francisco Campos (0-1)  

| Equipo    | 1 | 2 | 3 | 4 | 5 | 6 | 7 | 8 | 9 | C | H | E |
| --------- | - | - | - | - | - | - | - | - | - | - | - | - |
| Nicaragua | 0 | 0 | 0 | 0 | 0 | 0 | 0 | 0 | 0 | 0 | 6 | 2 |
| Cuba      | 0 | 2 | 0 | 0 | 0 | 0 | 0 | 2 | X | 4 | 9 | 0 |

LG: Elier Sánchez (1-0)  LP: Jairo Pineda (0-1)  

3o/4o Luger
```
               1 2 3 4 5 6 7 8 9
```

México          1 0 4 0 7 0 0 0 10
Nicaragua       2 0 0 0 2 0 5 0 x

## Final
| Equipo         | 1 | 2 | 3 | 4 | 5 | 6 | 7 | 8 | 9 | C | H  | E |
| -------------- | - | - | - | - | - | - | - | - | - | - | -- | - |
| Cuba           | 0 | 0 | 2 | 1 | 0 | 0 | 0 | 0 | 0 | 3 | 10 | 0 |
| Estados Unidos | 0 | 0 | 0 | 1 | 0 | 0 | 0 | 0 | 0 | 1 | 5  | 0 |

LG: Adiel Palma (1-0)  LP: Jacob Thompson (0-1)  